# 미사사 온천

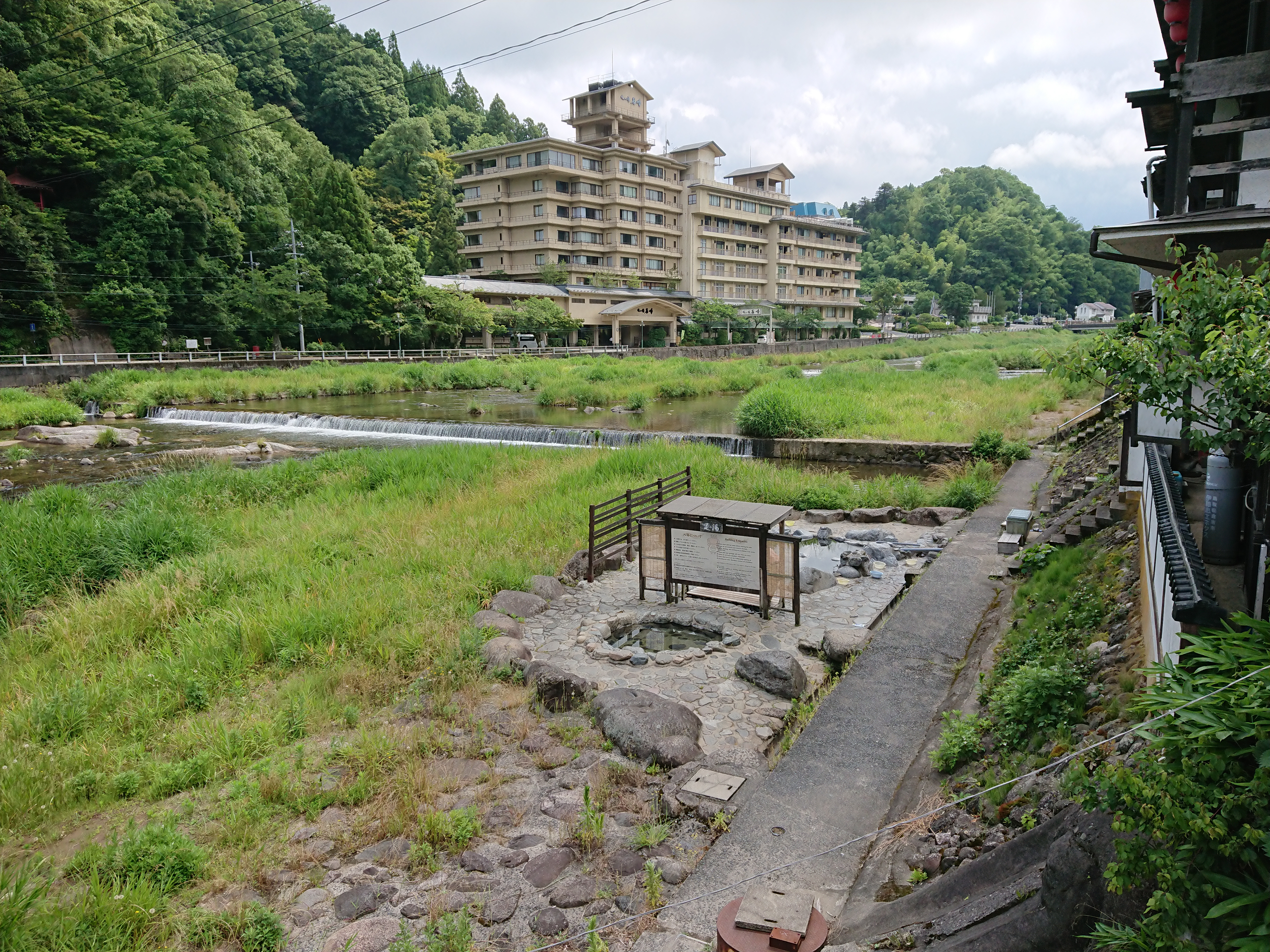
미사사 온천

미사사 온천(三朝温泉 미사사온센[*])은 일본 돗토리현 미사사정에 있는 온천이다. 입탕객 숫자는 돗토리현의 온천 중에서는 가이케 온천에 이은 2위다.